# Gmina Jonkowo
Die Gmina Jonkowo ist eine polnische Landgemeinde und liegt im Powiat Olsztyński innerhalb der Woiwodschaft Ermland-Masuren. Sitz der Gemeindeverwaltung ist das Dorf Jonkowo.

## Geographische Lage
Die Gmina Jonkowo liegt im Westen der Woiwodschaft Ermland-Masuren und grenzt im Osten unmittelbar an die kreisfreie Stadt Olsztyn (Allenstein) bzw. deren Stadtteil Gutkowo (Göttkendorf).

## Nachbargemeinden
Benachbarte Gemeinden sind
- im Powiat Olsztyński (Kreis Allenstein):
  - Gmina Dywity (Landgemeinde Diwitten)
  - Gmina Gietrzwałd (Landgemeinde Dietrichswalde)
  - Gmina Świątki (Landgemeinde Heilgenthal)
- im Powiat Ostródzki (Kreis Osterode i. Ostpr.):
  - Gmina Łukta (Landgemeinde Locken)
- und die
  - kreisfreie Stadt Olsztyn (Allenstein).

## Gemeindefläche
Die Gemeinde Jonkowo umfasst eine Gesamtfläche von 168,69 km². Sie macht 5,9 % der Fläche des Powiat Olsztyński aus. 48 % der Gemeindefläche werden landwirtschaftlich genutzt, 38 % sind Waldfläche.

## Gemeindegliederung

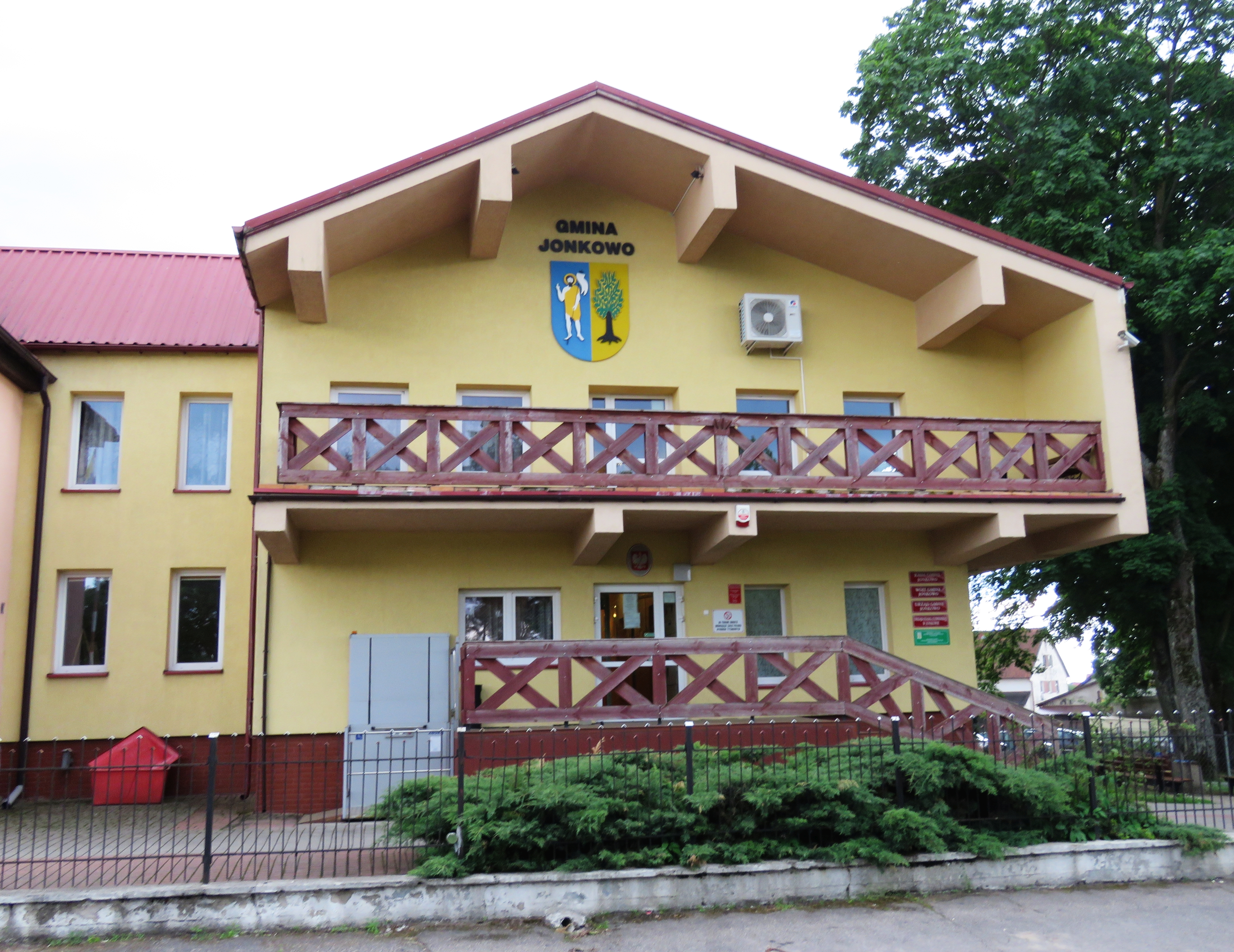
Gemeindeamt Jonkowo

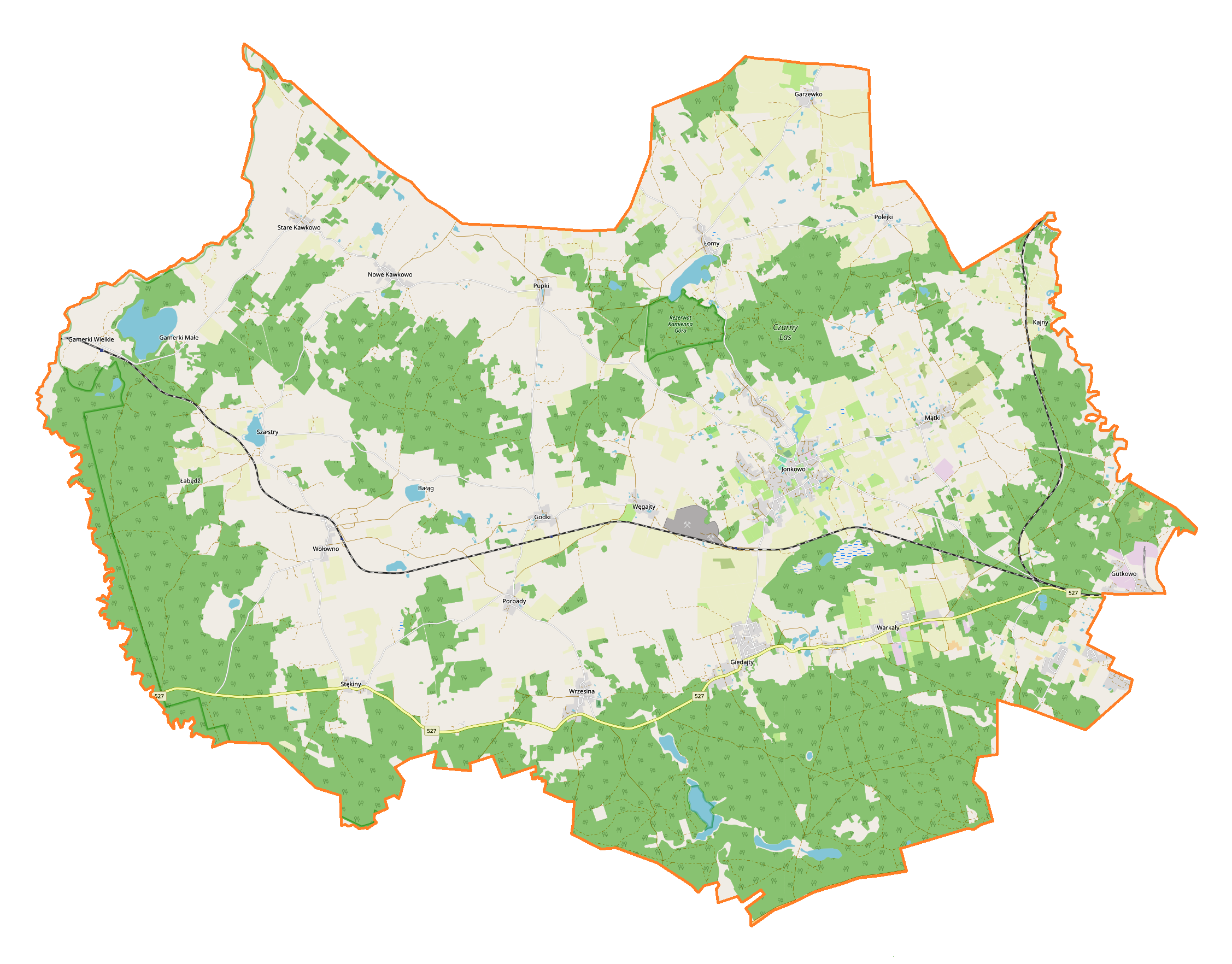
Ortsplan der Gmina Jonkowo

Die 28 Ortschaften der Gmina Jonkowo sind in 20 Schulzenämter (polnisch Sołectw) unterteilt:
- Gamerki Wielkie (Groß Gemmern)
- Garzewko (Neu Garschen)
- Giedajty (Gedaithen)
- Godki (Gottken)
- Gutkowo (Göttkendorf)
- Jonkowo (Jonkendorf)
- Kajny (Kainen)
- Łomy (Steinberg)
- Mątki (Mondtken)
- Nowe Kawkowo (Neu Kockendorf)
- Polejki (Polleiken)
- Porbady (Neu Schöneberg)
- Pupki (Pupkeim, 1938–1945 Tolnicken)
- Stare Kawkowo (Alt Kockendorf)
- Stękiny (Stenkienen)
- Szałstry (Schaustern)
- Warkały (Warkallen)
- Węgajty (Wengaithen)
- Wołowno (Windtken)
- Wrzesina (Alt Schöneberg).

In diese Schulzenämter sind eingegliedert:
- Bałąg (Ballingen), Bobry, Gamerki Małe (Klein Gemmern), Łabędź (Labens, 1938–1945 Gulben), Polejki Leśne, Szatanki (Schattens), Szelągowo (Schillings), Wilimowo (Wilhelmsthal) und Żurawno (Kaltfließ).

## Einwohner

### Einwohnerzahl
Die Zahl der Einwohner der Gmina Jonkowo belief sich am 31. Dezember 2020 auf 7495. Der größte Anteil der Bevölkerung lebt im Mittelpunktsort Jonkowo. Zahlenspiegel der Bevölkerung der Gmina Jonkowo 1995 bis 2017:

### Altersstruktur
Über die Altersstruktur der Einwohner der Gmina Jonkowo gibt eine Grafik für das Jahr 2014 Auskunft:

## Kirche

### Römisch-katholisch
Die Römisch-katholische Kirche unterhält im Gebiet der Gmina Jonkowo drei Pfarreien, denen teilweise noch Filialkirchen zugeteilt sind: Jonkowo (Jonkendorf) im Dekanat Olsztyn III – Gutkowo, sowie Nowe Kawkowo (Neu Kockendorf) und Wrzesina (Alt Schöneberg) im Dekanat Łukta (Locken). Alle drei sind dem Erzbistum Ermland unterstellt.

### Evangelisch
Die Evangelische Kirche ist nicht durch eine Kirchengemeinde vertreten. Die Ortschaften der Gmina Jonkowo liegen im Gebiet der Christus-Erlöser-Kirche in Olsztyn (Allenstein) in der Diözese Masuren der Evangelisch-Augsburgischen Kirche in Polen.

## Schulen
Im Gemeindegebiet gibt es drei Grundschulen: in Jonkowo, Nowe Kawkowo (Neu Kockendorf) und in Wrzesina (Alt Schöneberg). In Jonkowo gibt es außerdem eine Sekundarstufe I sowie ein Gymnasium.

## Verkehr

### Straße
Durch den südlichen Teil der Gmina Jonkowo zieht sich die verkehrsreiche polnische Woiwodschaftsstraße 527, die einstige deutsche Reichsstraße 133, die durch die gesamte westliche Woiwodschaft Ermland-Masuren verläuft und die Städte Dzierzgoń (Christburg), Pasłęk (Preußisch Holland) und Morąg (Mohrungen) mit Olsztyn (Allenstein) verbindet. Auch zwei Kreisstraßen (polnisch Droga powiatowa, DP) verlaufen durch das Gemeindegebiet: die DP 1203N von Wilnowo (Willnau) über Mostkowo (Brückendorf) nach Jonkowo, und die DP 1368N von Barkweda (Bergfriede) über Jonkowo nach Stękiny (Stenkienen).
Im Übrigen sind alle Ortschaften der Gmina durch Nebenstraßen und Landwege gut miteinander vernetzt.

### Schiene
Mitten durch das Gemeindegebiet verläuft in Ost-West-Richtung die von der Polnischen Staatsbahn (PKP) befahrene Bahnstrecke Olsztyn–Bogaczewo mit den fünf Bahnstationen: Jonkowo, Godki, Wołowno und Gamerki Wielkie. Ganz im Osten der Gemeinde verläuft ein nur kleines Teilstück der Bahnstrecke Olsztyn Gutkowo–Braniewo mit der Bahnstation Bukwałd (Groß Buchwalde), wobei eben dieses Teilstück weiter bis Dobre Miasto (Guttstadt) derzeit nicht regulär befahren wird.